# Oribe Niikawa
Oribe Niikawa (新川 織部 Niikawa Oribe?, nacido el 16 de julio de 1988 en Yamagata, Gifu) es un exfutbolista japonés. Jugaba de delantero y su último club fue el FC Ryukyu de Japón.

## Trayectoria

### Clubes
| Club           | País  | Año         |
| -------------- | ----- | ----------- |
| Nagoya Grampus | Japón | 2007 - 2009 |
| FC Ryukyu      | Japón | 2010 - 2011 |